# Zéró morfizmus
A kategóriaelméletben a zéró morfizmus olyan morfizmus, ami egy zéró objektumon keresztülfaktorizáló morfizmus koncepcióját általánosítja olyan kategóriákra, amikben nem feltétlenül van zéró objektum.

## Definíciók
Legyen C egy kategória, és legyen f : X → Y egy morfizmus C-ben. Azt mondjuk, hogy f konstans morfizmus (avagy bal zéró morfizmus), ha minden W C-beli objektumra és minden g, h : W → X C-beli morfizmusokra fg = fh. Duálisan, f konstans (avagy jobb zéró) morfizmus, ha bármely Z C-beli objektumra és bármely g, h : Y → Z C-beli morfizmusokra gf = hf. A zéró morfizmus olyan morfizmus, ami egyszerre konstans és kokonstans.
Azt mondjuk, hogy C kategória zéró morfizmusokkal (avagy C-nek vannak zéró morfizmusai), ha bármely két A és B objektumra létezik egy adott 0AB : A → B C-beli morfizmus úgy, hogy C bármely X, Y, Z objektumaira és f : Y → Z, g : X → Y morfizmusaira a következő diagram kommutatív:
A 0 XY morfizmusok szükségszerűen zéró morfizmusok.
Továbbá ha C kategória zéró morfizmusokkal, akkor a 0XY morfizmusok egyértelműek.
A „zéró morfizmus” és a „kategória zéró morfizmusokkal” definíciói konzisztensek egymással: ha bármely X, Y objektumokra a köztük menő morfizmusok között van zéró morfizmus, akkor a kategóriának vannak zéró morfizmusai.

## Példák
A csoportok kategóriájában f : G → H pontosan akkor zéró morfizmus, ha f a G csoport minden eleméhez a H egységelemét rendeli. A zéró objektum a {1} triviális csoport. Bármely zéró morfizmus keresztülfaktorizál a triviális csoporton, azaz  f : G → {1} → H.
Általánosabban, legyen C egy 0 zéró objektummal rendelkező kategória. Ekkor bármely X, Y objektumokra létezik egy egyértelmű 0XY : X → 0 → Y morfizmus. Az így definiált morfizmusok C (szükségszerűen egyértelmű) zéró morfizmusait adják.

## Fordítás
- Ez a szócikk részben vagy egészben  a   Zero morphism című angol Wikipédia-szócikk ezen változatának fordításán alapul.  Az eredeti cikk szerkesztőit annak laptörténete sorolja fel. Ez a jelzés csupán a megfogalmazás eredetét és a szerzői jogokat jelzi, nem szolgál a cikkben szereplő információk forrásmegjelöléseként.